# Wayne Marston
Pour les articles homonymes, voir Marston (homonymie).
Wayne Marston (né le 27 février 1947 à Sisson Ridge, Nouveau-Brunswick) est un homme politique canadien.

## Biographie
Il est actuellement député à la Chambre des communes du Canada, représentant la circonscription ontarienne de Hamilton-Est—Stoney Creek sous la bannière du Nouveau Parti démocratique. Marston a été élu pour la première fois lors de l'élection fédérale canadienne de 2006, défaisant le leader en chambre du Parti libéral, Tony Valeri.
Le 26 mai 2011, il est nommé porte-parole de l'opposition officielle du Canada pour les pensions.
Lors des élections générales de 2015, il a été défait par Bob Bratina du Parti libéral du Canada.